# Семеринське
Семе́ринське (колишня назва — Семеринки, Семереньки) — село в Україні, у Затурцівській сільській громаді Володимирського району Волинської області. Населення становить 193 особи.

## Географія
Селом протікає річка Стохід.

## Історія
У 1906 році село Семеринки Щуринської волості Луцького повіту Волинської губернії. Відстань від повітового міста 35 верст, від волості 18. Дворів 43, мешканців 364.
Після ліквідації Локачинського району 19 липня 2020 року село увійшло до Володимирського району.

## Населення
Згідно з переписом УРСР 1989 року чисельність наявного населення села становила 222 особи, з яких 103 чоловіки та 119 жінок.
За переписом населення України 2001 року в селі мешкала 191 особа. 100 % населення вказало своєю рідною мовою українську мову.

## Відомі особистості
Житинський Людвік — колекціонер, нумізмат, один з перших на Волині археологів 
Житинський Вацлав — лікар, працював в різних містах та містечках Волині, розстріляний в Рівному під час 2СВ
Столярчук Панас — академік, професор, доктор сільськогосподарських наук, заслужений діяч науки і техніки України